# ثروات الحرب
ثروات الحرب (بالإنجليزية: Fortunes of War)‏ هي اسم جامع لست روايات قامت بتأليفهن أوليفيا مانينغ، وتكونت من «ثلاثية البلقان» (بالإنجليزية:The Balkan Trilogy)، و «ثلاثية المشرق العربي» (بالإنجليزية:The Levant Trilogy). تألفت «ثلاثية البلقان» من كتاب «الثروة الهائلة» (بالإنجليزية:The Great Fortune)، وكتاب «المدينة الفاسدة» (بالإنجليزية: The Spoilt City)، وكتاب «الأصدقاء والأبطال» (بالإنجليزية: Friends And Heroes). وتألفت «ثلاثية المشرق العربي» من كتاب «الشجرة الخبيثة» (بالإنجليزية:The Danger Tree)، وكتاب «المعركة خسارة وفوز» (بالإنجليزية:The Battle Lost And Won)، وكتاب «خلاصة الأمور» (بالإنجليزية:The Sum Of Things).